# It’s Time
«It’s Time» ― дебютный сингл американской рок-группы Imagine Dragons, выпущенный 6 февраля 2012 года в качестве ведущего сингла с первого EP группы на лейбле Continued Silence. Позже в том же году песня была включена в первый полноценный альбом группы Night Visions. Песня уже была включена в независимо выпущенный EP группы It’s Time (2011), она была доступна на YouTube с 2010 года.
Продюсированием песни занимался Брэндон Дарнер, её текст описывает сопротивление переменам перед лицом потрясений. Сингл был создан без Дэниела Платцмана, который присоединился к группе позже, и включает вклад ранних участников группы Эндрю и Бриттани Толман.
После того, как песня была перепета в сериале «Хор» в сентябре 2012 года и получила широкую ротацию в рекламных роликах и телешоу, она достигла 15-го места в Billboard Hot 100. Она также заняла 4-е место в Alternative Airplay, 2-е место в Adult Alternative Airplay, и 3-е место в чарте Hot Rock & Alternative Songs. Сингл дольше всех продержался в Топ-10 альтернативных песен в 2012 году. Сингл попал в топ-10 в Австрии (6-е место), Чехии (10-е место), Ирландии (9-е место), Индии (17-е место), Японии (7-е место), Billboard Pop Songs (10-е место) и Португалии (6-е место) и достиг 23-го места в Великобритании. Он был сертифицирован платиновым RIAA и CRIA, а также платиновым ARIA. Он также был номинирован на лучшее рок-видео на MTV Video Music Awards 2012.
В феврале 2021 года, в честь 25-летия альтернативного эфира для взрослых, Billboard поставил «It’s Time» на 7-е место в своем списке 100 самых успешных песен в истории чарта, в сентябре 2023 года журнал поставил песню на 87-е место в Списке к 35-летию альтернативного эфира.

## История
Дэн Рейнольдс рассказал The Huffington Post о процессе написания песни:
Мы работали над «It's Time» год или полтора. В ней есть что-то действительно особенное. Я написал её в очень трудный период своей жизни. Я бросил колледж, и просто сидел за своим компьютером и придумал этот ритм. Слова просто появились сами собой. Я знал, что меня ждет что-то особенное. Когда песня самая честная и необработанная, тогда ты знаешь, что всё делаешь правильно. Многие из моих любимых исполнителей отражают свои проблемы в мелодиях. С группами такое случается постоянно.

## Видеоклип
Музыкальное видео дебютировало 17 апреля 2012 года на всех каналах MTV, и группа была названа PUSH Artist of the Week, а позже была показана на PUSH Live. Первый тизер был выпущен 28 марта 2012 года. Видео также достигло 1-го места в рейтинге лучших видеороликов Yahoo Music.
Оно было спродюсировано Тоддом Макуратом и снято режиссёром Энтони Леонарди III. Иэн Клеммер, создавший некоторые визуальные эффекты, написал на своем веб-сайте, что его попросили создать большие, крупномасштабные дымовые взрывы за короткий промежуток времени, это заключительные кадры видео.
Примерно через два месяца после выхода оригинального музыкального клипа было создано ещё одно для ремикса Jailbreaks.

## В популярной культуре
По мнению читателей журнала Entertainment Weekly, сингл занял 8-е место в списке «Лучших синглов 2012 года». Песня прозвучала в сериале «Сплетница» и в трейлере фильма «Хорошо быть тихоней».

## Трек-лист
Слова и музыка всех песен — Дэн Рейнольдс, Дэниел Уэйн, Бен Макки, Дэниел Платцман..
| №                   | Название            | Producer(s)                                       | Длительность |
| ------------------- | ------------------- | ------------------------------------------------- | ------------ |
| 1.                  | «It's Time»         | Reynolds, Sermon, McKee, Platzman, Brandon Darner | 4:00         |
| Общая длительность: | Общая длительность: | Общая длительность:                               | 4:00         |

| №                   | Название                                                                      | Producer(s)                                                                                               | Длительность |
| ------------------- | ----------------------------------------------------------------------------- | --- | ------------ |
| 1.                  | «It's Time»                                                                   | Reynolds, Sermon, McKee, Platzman, Darner                                                                 | 4:00         |
| 2.                  | «It's Time» (Passion Pit Remix)                                               | Reynolds, Sermon, McKee, Platzman, Darner, Michael Angelakos, Ian Hultquist, Jeff Apruzzese, Xander Singh | 4:30         |
| 3.                  | «It's Time» (Jailbreaks Remix)                                                | Reynolds, Sermon, McKee, Platzman, Darner, Jailbreaks                                                     | 4:26         |
| 4.                  | «Round and Round» (written by Reynolds, Sermon, McKee, Platzman, Alex da Kid) | Reynolds, Sermon, McKee, Platzman, Kid                                                                    | 3:17         |
| Общая длительность: | Общая длительность:                                                           | Общая длительность:                                                                                       | 16:23        |

| №  | Название                                   | Длительность |
| -- | ------------------------------------------ | ------------ |
| 1. | «It's Time» (Penguin Prison remix)         | 4:23         |
| 2. | «It's Time» (Kat Krazy Remix)              | 3:28         |
| 3. | «It's Time» (Jailbreaks Remix)             | 4:26         |
| 4. | «It's Time» (StunGun and Jailbreaks Remix) | 5:06         |

## Чарты
| Чарт(2012—2014)                               | Высшая позиция |
| --------------------------------------------- | -------------- |
| Австралия (ARIA)                              | 27             |
| Австрия (Ö3 Austria Top 40)                   | 6              |
| Бельгия/Фландрия (Ultratip)                   | 1              |
| Бельгия/Валлония (Ultratip)                   | 3              |
| Brazil (Billboard Brasil Hot 100)             | 71             |
| Brazil Hot Pop Songs (Billboard Brasil)       | 26             |
| Канада (Billboard Canadian Hot 100)           | 30             |
| Канада (Billboard CHR/Top 40)                 | 22             |
| Канада (Billboard Hot AC)                     | 30             |
| Чехия (Rádio Top 100)                         | 10             |
| Чехия (Singles Digitál Top 100)               | 84             |
| Франция (SNEP)                                | 101            |
| Германия (GfK)                                | 20             |
| Iceland (RÚV)                                 | 14             |
| Ирландия (IRMA)                               | 9              |
| Италия (FIMI)                                 | 20             |
| Япония (Billboard Japan Hot 100)              | 7              |
| Lebanon (Lebanese Top 20)                     | 9              |
| Нидерланды (Dutch Top 40)                     | 36             |
| Новая Зеландия (Recorded Music NZ)            | 37             |
| Mexico Ingles Airplay (Billboard)             | 46             |
| Португалия (Billboard Portugal Digital Songs) | 6              |
| Шотландия (Scottish Singles Chart)            | 18             |
| Словакия (Rádio Top 100)                      | 46             |
| Испания (PROMUSICAE)                          | 40             |
| Швеция (Sverigetopplistan)                    | 36             |
| Швейцария (Schweizer Hitparade)               | 38             |
| Великобритания (UK Singles Chart)             | 23             |
| США (Billboard Hot 100)                       | 15             |
| США (Billboard Hot Rock & Alternative Songs)  | 3              |
| США (Billboard Rock Airplay)                  | 4              |
| США (Billboard Adult Contemporary)            | 22             |
| США (Billboard Adult Top 40)                  | 8              |
| США (Billboard Dance/Mix Show Airplay)        | 18             |
| США (Billboard Mainstream Top 40)             | 10             |

| Чарт(2012)                    | Позиция |
| ----------------------------- | ------- |
| US Billboard Hot 100          | 91      |
| US Hot Rock Songs (Billboard) | 9       |

| Chart (2013)                         | Position |
| ------------------------------------ | -------- |
| Austria (Ö3 Austria Top 40)          | 63       |
| Canada (Canadian Hot 100)            | 88       |
| UK Singles (Official Charts Company) | 137      |
| US Billboard Hot 100                 | 47       |
| US Hot Rock Songs (Billboard)        | 6        |
| US Rock Airplay (Billboard)          | 22       |
| US Adult Top 40 (Billboard)          | 28       |
| US Mainstream Top 40 (Billboard)     | 45       |

| Чарт(2010—2019)               | Позиция |
| ----------------------------- | ------- |
| US Hot Rock Songs (Billboard) | 20      |

## Сертификации
| Регион | Сертификация  | Продажи   |
| --- | ------------- | --------- |
| Австралия (ARIA) | 2× Платиновый | 140 000^  |
| Австрия (IFPI Austria) | Золотой       | 15 000*   |
| Канада (Music Canada) | 3× Платиновый | 240 000   |
| Дания (IFPI Danmark) · Streaming | Платиновый    | 1 800 000 |
| Германия (BVMI) | Платиновый    | 300 000   |
| Италия (FIMI) | Платиновый    | 50 000    |
| Мексика (AMPROFON) | Золотой       | 30 000*   |
| Испания (PROMUSICAE) | Платиновый    | 60 000    |
| Швеция (GLF) | Платиновый    | 40 000    |
| Швейцария (IFPI Switzerland) | Золотой       | 15 000^   |
| Великобритания (BPI) | Платиновый    | 600 000   |
| США (RIAA) | 7× Платиновый | 7 000 000 |
| * Данные о продажах приведены только на основе сертификации. · ^ Данные о тиражах приведены только на основе сертификации. · Данные о продажах + прослушиваниях приведены только на основе сертификации. · Данные только о прослушиваниях приведены на основе сертификации. |               |           |